# ウィルダネスファーストエイド
ウィルダネスファーストエイド（WFA：Wilderness First Aid）は、野外・災害救急法、野外救急法とも呼ばれ、主にアウトドアでの事故発生時、医療体制へ引き継ぐファーストレスポンダーとして行動をするための体系だった行動指針である。
ウィルダネスファーストエイドの教育にあたっては、野外での応急手当法が学習の中心に置かれるが、アウトドア活動現場からの退避計画、人員のスクリーニングといったアウトドアでのリスクマネージメントも教育内容に含まれる。
尚、この項で使用する「野外・アウトドア」とは、日常的に利用される「単なる屋外、屋根が無い場所」といった意味よりも離れ「だれもいない人里離れた場所、遠隔地、僻地、交通の便が非常に制限される場所」といった意味合いで使用している。そのため、普段であればすぐに救急車等によって医療機関による処置が迅速に開始できる都市環境であっても、災害などで交通が寸断され処置開始までに非常に長い時間がかかるような状況下では野外(Wilderness)として認識される。
また、応急手当・救命手当は怪我や病気を治療する行為（医療行為）ではない。あくまでも、負傷者や急病人を医師等に引き渡すまでの間に症状を悪化させないための一時的な措置であることに注意しなければならない。

## 野外での事故
アウトドアでは、自然環境に身を置くことになるため、予期せぬ天候不順から来る降雪、降雨や落雷、突風、地形変化から生じる落石、土砂崩れ、洪水、といった過酷な自然災害に見舞われる可能性がある。降雨による体温低下や落雷、突風による倒木、転倒、滑落といった事故や溺水への対処も、助けを呼べない・時間がかかるといった環境では、現場の救助者の力しか利用することはできない。そのため、救助者の安全を考慮した現場からの適切な退避と十分な傷病者への対応が求められる。
また、野外活動の内容によっても事故は多種多様である。例えば、トレッキングや登山における脱水症状やまめは、難所での転倒等の原因となり以後の活動にかかわる重大な事故を引き起こしかねない。こういった事故を未然に防ぐことも、ウィルダネスファーストエイドのカリキュラムの一つの内容におかれている。

### 応急手当・応急処置
ウィルダネスファーストエイドで学ぶことのできる一般的な項目を挙げる。
- 傷病者の判定のためのアセスメント（評価方法）
- 捻挫、骨折に対する添木を利用した固定法
- 低体温症への対処
- 野外実地訓練
- 傷病や事故の記録
- 装備品等を利用した患者搬送の方法
- 退避計画の策定

### 一般的な応急手当との違い
ウィルダネスファーストエイドは、野外を現場としており、一般的な応急手当は都市を手当を行う現場と想定している。
一般的な応急手当は、救急車が来るまでの数分間~数十分間での処置が行われ、概ね物資があり、人々のいる都市環境で発生する傷病へ施されるものである。一方、ウィルダネスファーストエイドは、事故傷病発生時から医療機関搬送まで数時間から一日単位を超える長い時間の管理を学ぶという違いがある。物資（応急用品）をできるだけ少なく使い、現場からの速やかな退避と患者搬送方法が重要になる。
まとめると、都市での応急手当との明らかな違いは以下となる。
- 携行品と装備しているもの及び現場周辺の自然環境だけが、応急手当に利用できる。つまり、利用できる物資に限りがある。
- 道路がないため現場に急行できる手段は少ない。つまり、すぐに助けが来る環境ではない。
- 近くに人がいる可能性は少なく、通信手段の利用に難がある場合が多い。つまり、すぐに助けを呼べる環境ではない。

## 発祥と北米での現在
発祥は、国土の大半を森林荒野に覆われたカナダや米国と言われている。1980年代頃より、それまで個人間でのみ共有されていた救急法は、当地の登山ガイド・カヤックガイドをはじめとしたガイディングのプロフェッショナルの集まりにおいて形成されていったといわれる。
そのため、医療を前提する都市型の救急に比べれば比較的新しい分野といえる。
現在でも、いまだ一つの公の資格に至っておらず、標準化正規化が図られている段階にある。ただし、広く認められ、長く続くカリキュラムは、Willderness Medical Society（WMS）が発行している“National Practice Guidelines for Wildernesergency Care”が存在する。その他同様のカリキュラムが、いくつかの団体から発行されており、これらを基に手技を利用したスキルや知識は、民間のガイド団体等が保有しているところである。
ガイディングのプロフェッショナルたちが、日々のガイディング活動によって得られた経験を教育内容に反映させている。

### 北米でのウィルダネスファーストエイド
特にアメリカ山岳ガイドは、レベルに応じてウィルダネスファーストエイドの講習を受け、Wilderness Medicine Training資格獲得しなければならないとしてアメリカンマウンテンガイド協会が指導している。そのため、北米での山岳ガイドにとっては必携の資格となっている。

### ヨーロッパ諸国でのウィルダネスファーストエイド
各国で、アルプス等ヨーロッパの山岳地帯の環境とレスキュー体制と整合的に、国際山岳連盟や国際山岳救助評議会医療部に準拠したプログラムを整備しているところが多い。

### 日本でのウィルダネスファーストエイド
日本では北米と比較して、国土の狭さと交通網の発達、緊急医療体制の充実があり、市民の間での応急処置・応急手当法が広がることのない土壌があった。また、山岳ガイドは民間資格であり、アウトドアでのガイド業を営む上では資格が必須ではない。そのため、野外・災害救急法、野外救急法は、団体や組織による研究や勉強会を通じて知識の充足が図られるという、一スキルに過ぎなかった面が大きい。北米と同じく黎明期にあり、救急法取得について制度化が期待されている。

## ライセンス講習
傷病の判定が、野外での活動を続行できるか、あるいは、退避すべきかという判断に際して重要であるため、野外で起こりうる傷病への理解、傷病への処置、予防といった学習に主に時間が割かれる。受講期間は、2日で終わるものから長ければ1か月近く（180時間）かかるものまであり、内容やレベルは団体によって異なる。（日本国内で開催されているものは、日本国内での取得可能ライセンスの一覧表の参照）また、シナリオ・シミュレーション・実地訓練といった名称で、野外での事故現場を想定した訓練を講習会の内容に組み込んでいることが多い。傷病者役と救助者役にわかれて、血のりや木石をつかったリアリティのある訓練を繰り返し行っている。講習の最終には筆記や実技のテストを伴い、参加し、テストに合格すると3年間有効のライセンスを取得することができる。

## 日本国内での取得可能ライセンス
日本では、一般社団法人ウィルダネスメディカルアソシエイツジャパン（WMAJ) 、スリップストリーム、Wilderness Medicine Training Center(WMTC)、Stonehearth Open Learning Opportunities Wilderness Medicine (SOLO) Japanなどが講習を開催している（2018年現在）。
一般社団法人ウィルダネスメディカルアソシエイツジャパン（WMAJ)
「WMA野外災害救急員」国際資格認定の各コース　※WMAコースは北米基準世界25か国共通カリキュラム
- WALS医師レベル/　WMA本部代表のJohnson医師を交えた国内唯一の医師、看護師、救急救命士向けコース。野外でのALSを中心に取り扱う（5日間）

- WEMT救急救命士レベル/　救急救命士専用の野外災害環境対応コース　救命士の知識・技術を野外災害環境下で活かすトレーニング（5日間）

- WFRプロフェッショナルレベル/　ガイドや登山パーティのリーダー、山岳救助隊など、グループ意思の決定を担う人など。民間人が取得できる国内最高レベルのファーストエイドプログラム（8日間）

- WAFAアドバンスレベル/　仕事として野外や災害環境下に従事する可能性のある人、ウィルダネスファーストエイドをしっかりと身に着けたい人など。（4日間）

- WFAベーシック/　アウトドア愛好者、野外や災害環境下でのボランティアをする方など、ハイブリッドにウィルダネスファーストエイドを学びたい人など（2日間）

スリップストリーム
- E-WFA/5日間、基本50時間コース

- A-WFA/9日間、高度90時間コース

Wilderness Medicine Training Center(WMTC) 
- スタンダードWFAコース：連絡手段があり、日帰りの野外活動を行う人のための３日間のコース

- ハイブリッドWFAコース：連絡手段があり、日帰りの野外活動を行う人のための、オンライン学習を取り入れた２日間のコース
- スタンダードWFRコース：連絡手段がなく、数日間の野外遠征を行う人のための９日間のコース
- ハイブリッドWFRコース：連絡手段がなく、数日間の野外遠征を行う人のための、オンライン学習を取り入れた５日間のコース

### 現在の北米での主な資格認証団体
- Willderness Medical Society（WMS）
- Wilderness Medical Institute of NOLS (WMI)
- Wilderness Medical Associates (WMA)
- Center for Wilderness Safety (CWS)
- Canadian Wilderness Medical Training (CWMT)
- Wilderness Medicine Training Center (WMO)
- Stonehearth Open Learning Opportunities Wilderness Medicine (SOLO)
- Slipstream　Willderness First Aid